# Bolbelasmus unicornis
Bolbelasme à une corne
Espèce
Synonymes
- Bolbelasmus (Bolbelasmus) unicornis (Schrank, 1789)[1]
- Scarabaeus aeneus Panzer, 1795 nec DeGeer, 1774[1]
- Scarabaeus quadridens Panzer, 1795[1]
- Scarabaeus unicornis Schrank, 1789[1]

Bolbelasmus unicornis, le Bolbelasme à une corne, est une espèce d'insectes coléoptères de la famille des Geotrupidae. Il est présent en Europe, de l’Est de la France métropolitaine à l’Ukraine. Il semble actif toute l’année, au crépuscule et pendant la nuit. L’espèce est associée aux zones sableuses arborées, aux champignons hypogés sur chêne, et elle se réfugie le jour dans des puits dont l’entrée fait 1 cm de diamètre et dont la profondeur peut atteindre jusqu’à 50 cm. Elle est inscrite aux annexes II et IV de la Directive Habitats-Faune-Flore, ce qui signifie que les pays membres de l’UE doivent à la fois protéger et étudier son habitat et ses populations.

## Systématique
L'espèce Bolbelasmus unicornis a été décrite pour la première fois en 1789 par le naturaliste allemand Franz von Paula Schrank (1747-1835) sous le protonyme de Scarabaeus unicornis.